# Far Cry 4
Far Cry 4 este un joc video first-person shooter de acțiune-aventură, open world, dezvoltat și publicat de Ubisoft pentru platformele PlayStation 3, PlayStation 4, Xbox 360, Xbox One și Microsoft Windows. Este succesorul lui Far Cry 3 (2012) și al patrulea titlu din seria Far Cry. Jocul a fost lansat pe 18 noiembrie 2014.
Acțiunea jocului are loc în Kyrat, o țară ficțională din Himalaya, formată din munți, păduri, ape și sate. Povestea principală îl urmărește pe Ajay Ghale, un tânăr american de origine kyratiniană, ce este prins într-un război civil desfășurat între Armata Regală din Kyrat, condusă de tiranicul rege Pagan Min, și Mișcarea de Rezistență, numită Golden Path. Gameplay-ul se concentrează pe luptă și explorare; jucătorii se luptă cu inamicii și animalele din sălbăticie folosind o varietate largă de arme, în timp ce completează misiuni secundare, strâng lucruri folositoare și progresează în poveste. Jocul conține multe elemente ale jocurilor RPG, precum misiunile cu diferite deznodăminte. Pe lângă campania jocului, jocul conține și un editor de hartă, un mod multiplayer co-operative, dar și un mod multiplayer asimetric competitiv, dezvoltat de Red Storm Entertainment.
Jocul a fost anunțat în mai 2014, iar dezvoltarea a început imediat după lansarea lui Assassin's Creed III, la sfârșitul anului 2012. Inițial, echipa a intenționat să continue povestea din Far Cry 3, dar această idee a fost abandonată mai târziu, iar echipa a decis să dezvolte un nou cadru și o nouă poveste pentru joc. Anumite aspecte din Far Cry 4 au fost inspirate din Războiul civil din Nepal, iar costumele antagonistului Pagan Min au fost inspirate din filmele japoneze Fratele și Ichi the Killer (2001).
Far Cry 4 a avut parte de recenzii pozitive după lansare. Criticii au lăudat designul open world, grafica, coloana sonoră, precum și personajele, în special pe antagonistul Pagan Min. Au fost lăudate și noile adăugări pentru gameplay, precum lansatorul de frânghie, dar și bogăția conținutului. Cu toate acestea, unii critici nu au fost mulțumiți de poveste și au găsit jocul prea similar cu predecesorul său. Jocul a fost un succes comercial, vânzând peste 7 milioane de copii până la sfârșitul anului 2014, și a fost cea mai bună lansare din istoria seriei.

## Gameplay
Far Cry 4 este un joc first-person de acțiune-aventură. Jucătorii își asumă rolul lui Ajay Ghale, un american de origine kyratiniană, care s-a întors în Kyrat pentru a împrăștia cenușa mamei sale decedate. Pe parcursul jocului, jucătorii pot folosi arme precum carabine, arcuri, puști cu lunetă, mine, cuțite, săgeți, aruncătoare de flăcări și grenade, dar pot fugi, sări și se pot furișa. Jocul le permite jucătorilor să se adăpostească într-o luptă cu arme de foc, precum și să execute inamicii de aproape sau de deasupra. Spre deosebire de jocurile anterioare ale seriei, Far Cry 4 le permite jucătorilor să lovească obiecte și să ascundă cadavrele inamicilor.

În Far Cry 4, jucătorii au abilitatea de a călări elefanți.

Jucătorii pot folosi o varietate de metode pentru a îndeplini o misiune. De exemplu, jucătorii pot folosi stealth-ul pentru a se feri de inamici și a completa obiective fără a fi văzuți, sau pot alege să ia cu asalt inamicii prin folosirea armelor și vehiculelor. Jucătorul-personaj este echipat cu o cameră digitală, care îi permite să marcheze și să evidențieze inamicii, animalele și prada. Jucătorii au abilitatea de a călări elefanți. Jucătorii pot arunca momeală către inamicii din apropiere, iar, în acest fel, atrăgând animalele din apropiere, animale ostile atât pentru inamici, cât și pentru jucător. Jucătorii au și abilitatea de a vâna și jupui animale.
Jocul conține un mediu open world, care poate fi explorat liber de jucători. Acesta conține păduri, râuri și munți. Pentru a le permite jucătorilor să traverseze mai repede, jocul conține diferite vehicule, inclusiv buggy-uri și mașini de teren, precum și șalupe. Jucătorii pot conduce și trage cu arma în același timp și pot activa pilotul automat, moment în care AI-ul va controla mașina și îi va ghida pe jucători până la destinația lor. Jucătorii pot deturna alte vehicule în timp ce conduc. Buzzard-ul, un vehicul aerian, asemănător cu un elicopter, este introdus în joc, permițând jucătorilor să câștige un avantaj tactic aerian. Parașutele, wingsuit-urile și lansatorul de frânghie apar și ele în joc; aceste iteme ajută jucătorul să navigheze mai rapid. Anumite părți ale jocului se desfășoară în Shangri-La, un teritoriu mistic, în care jucătorii își asumă rolul războinicului kyratinian Kalinag și se luptă cu demoni. În timp ce se află în Shangri-La, jucătorii sunt acompaniați de un tigru rănit, care servește ca și tovarășul lor. Pe lângă faptul că îi ajută în luptă, jucătorii îi pot da și comenzi tigrului.
Lumea jocului este împărțită în două jumătăți: Kyrat-ul de Nord și de Sud. Jucătorii încep în Kyrat-ul de Sud și îl pot explora liber aproape imediat, dar pot debloca Kyrat-ul de Nord doar după ce au avansat în poveste. Harta se poate debloca prin eliberarea de turnuri radio, turnuri aflate sub influența lui Pagan Min și, în acest fel, permițându-i Mișcării Golden Path să se extindă. Aceste turnuri dezvăluie noi zone și marchează noi locații de interes pe hartă. Lumea conține și avanposturi controlate de Pagan Min, care pot fi infiltrate de jucător. Există patru mari avanposturi, numite fortărețe, care au o apărare mai puternică și inamici mai dificil de înfrânt. Dacă jucătorii eliberează aceste avanposturi, acestea vor servi ca puncte de fast-travel, care vor permite o navigare mai rapidă prin lumea jocului. Misiunile și obiectivele secundare devin și ele disponibile. Există multe misiuni secundare care pot fi completate, inclusiv salvări de ostatici, oprirea explodării unei bombe, dar și misiuni de vânare. Părțile de animale jupuite pot fi folosite pentru crearea de noi săculețe și curele.
Similar predecesorilor săi, jocul conține și elemente de RPG. Jucătorii pot câștiga puncte de experiență prin completarea misiunilor și înfrângerea inamicilor, iar aceste puncte pot fi cheltuite pe îmbunătățiri și performanță. Există două seturi de abilități din care jucătorul poate alege: Tiger și Elephant. Tiger îmbunătățește abilitățile de atac ale jucătorilor, iar Elephant pe cele de apărare. O varietate de evenimente aleatorii și întâlniri cu ostatici pot avea loc pe parcursul jocului; de exemplu, jucătorul poate fi atacat pe neașteptate de un vultur, lovit de o mașină sau poate fi martor la un animal ce atacă o persoană. Jucătorii pot acumula karma prin efectuarea de acțiuni cordiale față de rebeli, precum ajutarea lor atunci când sunt atacați de animale sălbatice sau inamici. Aceste acțiuni le vor oferi jucătorilor reduceri la achiziționarea de noi iteme și le vor permite să radiotelefoneze pentru ajutor și întăriri la Golden Path. Jucătorii pot câștiga experiență și prin colectarea de iteme, precum măști și afișe de propagandă. Există și un mod Arena, în care jucătorul se luptă cu inamici și animale pentru a câștiga puncte de experiență adiționale, precum și premii.

### Multiplayer
Far Cry 4 conține și un mod multiplayer co-operative, intitulat „Guns for Hire”, care poate fi jucat de doi jucători. Modul este separat față de campania jocului, iar jucătorii pot explora liber lumea, pot înfrânge inamici și se pot infiltra în avanposturi împreună cu tovarășul lor. În plus față de modul co-operative, jucătorii pot obține acces la diferite moduri multiplayer competitive cu o structură asimetrică. Jucătorii își pot asuma rolul unui Rakshasa sau a unui membru Golden Path. Cei Rakshasa sunt echipați cu arcuri și săgeți, și au abilitatea de a se teleporta și de a invoca animale sălbatice pentru a-i ajuta în luptă, în timp ce membrii Golden Path sunt echipați cu arme și explozibile, și au acces la vehicule armate. Intitulat „Battles of Kyrat”, jucătorii se luptă între ei în trei moduri, numite Outpost, Propaganda și Demon Mask. Far Cry 4 conține și un editor de hartă, care le permite jucătorilor să creeze și să distribuie conținut personalizat. Similar lui Far Cry 3, jucătorii își pot crea harțile personale, modificând peisajele, clădirile, copacii, viața, animalele sălbatice și vehiculele. Editorul a primit suport pentru modul multiplayer competitiv pe 3 februarie 2015.

## Sinopsis

### Premisă
Povestea a fost inspirată din Războiul civil din Nepal (1996–2006). Aceasta îl urmărește pe Ajay Ghale, un tânăr american de origine kyratiniană, care se întoarce în țara sa natală, Kyrat (un teritoriu ficțional din Himalaya, numele fiind derivat de la Kirati, un grup de oameni originari din Tibet) pentru a împrăștia cenușa mamei sale decedate. Kyrat a fost odată un stat autonom în Himalaya, condus de o familie regală, dar a fost implicat după aceea într-o serie de războaie civile. Ajay găsește țara într-un conflict dintre Armata Regală din Kyrat, condusă de tiranicul rege Pagan Min, și Mișcarea de Rezistență, numită Golden Path (Calea de Aur), un grup de rebeli ce luptă pentru eliberarea Kyrat-ului din mâinile lui Min. Alegerile pe care Ajay le va face vor determina soarta Kyrat-ului.

### Povestea
După moartea mamei sale, Ishwari, Ajay Ghale (James A. Woods) se întoarce în țara sa natală, Kyrat, pentru a-i îndeplini ultima dorință, aceea de a-i împrăștia cenușa într-un loc numit Lakshmana. Cu toate acestea, misiunea sa este întreruptă atunci când autobuzul cu care el călătorea este atacat de Armata Regală, el fiind luat prizonier de Pagan Min (Troy Baker), regele excentric și violent al țării, care pretinde a fi fost implicat într-o relație cu Ishwari. După ce reușește să iasă din fortăreața lui Pagan, Ajay scapă cu ajutorul lui Sabal (Naveen Andrews), lider al Golden Path-ului, o Mișcare de Rezistență înființată de tatăl lui Ajay, Mohan Ghale. Ajay nu poate părăsi țara, deoarece Armata Regală a preluat controlul singurului aeroport din Kyrat și a închis frontierele.
La douăzeci de ani după ce Ishwari și Ajay au plecat din Kyrat, revolta a stagnat, Golden Path luptând acum pentru propria existență. Fiind fiul lui Mohan Ghale, Ajay devine un simbol de urmat pentru Golden Path. După ce eliberează un grup de ostatici și teritorii ocupate de Pagan, Golden Path plănuiește să distrugă fortăreața lui Pagan, dar și pe cele trei ale subalternilor săi: Paul „De Pleur” Harmon (Travis Willingham), care se ocupă cu producția de opiu și camerele de tortură ale lui Pagan; Noore Najjar (Mylène Dinh-Robic), braconieră și matroană, devenită victimă a cruzimii lui Pagan după ce el i-a răpit familia; și Yuma Lau (Gwendoline Yeo), sora vitregă a lui Min, obsedată de descoperirea secretelor tărâmului mistic Shangri-La.
Cu toate acestea, Golden Path-ul este amenințat din interior, deoarece liderii săi, Sabal, care apreciază valorile tradiționale, și Amita (Janina Gavankar), care este în favoarea progresului și dorește oprirea traficului de droguri, se află în conflict. Ajay este forțat să intervină în anumite situații, deciziile sale influențând situația Golden Path-ului. Primul subaltern al lui Ming care va cădea este De Pleur, după ce Noore îl ajută pe Ajay să se infiltreze în fortăreața lui De Pleur și, în acest fel, permițându-le rebelilor să-l captureze. Amita și Sabal îl însărcinează mai târziu pe Ajay să se confrunte și să o omoare pe Noore. Ea moare în propria ei arenă, fie de mâna lui Ajay, fie de mâna proprie, după ce află că Pagan i-a executat familia.
Pe parcurs ce Golden Path-ul eliberează provinciile sudice ale Kyrat-ului, Ajay este contactat de Willis Huntley (Alain Goulem), un agent CIA ce oferă rebelilor informații și pagini din jurnalul tatălui său în schimbul asasinării locotenenților Yumei. După ce Ajay omoară câțiva dintre ei, Huntley îi spune că, de fapt, ei erau agenți CIA sub acoperire și că el a fost trimis de agenție pentru a-i curăța, Pagan nemaifiind văzut ca și o amenințare. Huntley îl trădează pe Ajay în favoarea lui Pagan atunci când Golden Path-ul se pregătea să avanseze în nordul Kyrat-ului.
Ajay ajunge în închisoarea din munți a Yumei, din care reușește să scape. În acest timp, el află că Yuma a început să-l disprețuiască pe Pagan, datorită afecțiunii sale față de mama răposată a lui Ajay. Golden Path reușește să avanseze mai în nord, iar, în timp ce Ajay încearcă să se reunească cu alți rebeli, Pagan, conștient de sentimentele Yumei, o trădează, iar aceasta este prinsă de Golden Path. Ajay se confuntă cu ea și iese triumfător, dar tensiunile dintre Amita și Sabal ating noi culmi, iar Ajay este forțat să aleagă cine va conduce Golden Path. Liderul pe care Ajay îl va alege îl va trimite pe acesta să-l omoare pe celălalt, pentru a preveni un alt război civil, iar Ajay poate alege fie să-l omoare, fie să-l cruțe. Odată ce Golden Path-ul este unit sub un singur lider, Ajay se alătură lor în atacul împotriva fortăreței lui Pagan. Ajay continuă drumul de unul singur spre palatul lui Pagan, în timp ce Golden Path rămâne pentru a se lupta cu soldații.

#### Deznodăminte
Ajay se confruntă cu Pagan, care îi reproșează faptul că a fugit la începutul jocului, spunând că el intenționa doar să-l ajute pe Ajay. Pagan îi oferă lui Ajay o decizie finală: să-l împuște sau să-l asculte. Dacă Ajay îl omoară pe Pagan, jocul se încheie imediat. Dacă Ajay alege să-l asculte, Pagan îi dezvăluie că tatăl lui Ajay a trimis-o pe Ishwari să-l spioneze pe Pagan la începuturile Golden Path-ului. Ei s-au îndrăgostit și au avut o fiică, Lakshmana, ea fiind sora vitregă a lui Ajay. Tatăl lui Ajay, Mohan Ghale, a omorât-o pe Lakshmana pentru trădarea lui Ishwari, iar Ishwari l-a omorât la rândul ei pe Mohan, după care ea a părăsit țara cu bebelușul Ajay. Pagan îi arată lui Ajay un altar cu cenușa lui Lakshmana, iar Ajay pune cenușa lui Ishwari pe acest altar. După aceea, Pagan se urcă într-un elicopter și pleacă, lăsând țara în mâinile lui Ajay.
Ajay poate alege să tragă în acel elicopter, omorându-l pe Pagan. În acest caz, cadavrul lui Pagan poate fi găsit lângă elicopterul prăbușit. După ce verifică cadavrul, Ajay găsește un pix auriu cu inscripția „Pentru tine, iubirea mea; Ishwari”, pe care el îl poate vinde cu 300.000 de rupii.
După plecarea lui Pagan, Golden Path obține controlul întregului Kyrat. Dacă Amita a fost liderul ales, ea începe să înscrie copii în armată, pentru a se lupta cu ce a mai rămas din Armata Regală și pune ca sora ei, Bhadra, să fie trimisă departe de aici și „să nu se mai întoarcă niciodată”, sugerând că a murit. Dacă Sabal a fost liderul ales, el execută brutal toți susținătorii Amitei și o transformă pe Bhadra într-o Tarun Matara, un simbol religios care să fie urmat de toată țara. Apoi, Ajay are de făcut decizia finală; fie să-l omoare pe liderul Golden Path-ului ales, fie să-l cruțe.
Un deznodământ secret poate fi găsit la începutul jocului. Pentru a-l activa, Ajay trebuie pur și simplu să-l aștepte pe Pagan să se întoarcă la masă; Pagan se va întoarce în scurt timp și îi va mulțumi lui Ajay pentru că a fost un „gentleman”, și îl va conduce către altarul Lakshmanei, spunându-i lui Ajay despre istoria familiei sale, după care Ajay va așeza cenușa pe altar. După ce Ajay iese din altar, Pagan îl întreabă pe Ajay dacă dorește să i se alăture.

### Escape from Durgesh Prison
Escape from Durgesh este un capitol al poveștii disponibil ca DLC. Acesta se bazează pe evadarea lui Ajay din închisoarea Durgesh și întoarcerea sa la Golden Patch, precum și pe insurecția pusă la cale de Yuma împotriva lui Pagan Min.
După ce Ajay evadează, rămâne blocat în zăpadă la o altitudine mare unde este salvat de Pagan Min. După ce se îngrijește de rănile lui Ajay, Min îl părăsește într-un turn din Kyratul de Nord, nereușind să-l transporte direct spre Golden Path. Le transmite lui Sabal și Amita că Ajay a evadat, permițându-le să trimită un elicopter al Armatei Regale pentru a-l putea salva. Totuși, veștile ajung și la Yuma, care își mobilizează forțele punând la cale un atac asupra pistei de aterizare odată ce Ajay încearcă să scape. Din această cauză, Ajay are puțin timp pentru a scăpa, dar poate obține mai mult timp dacă atacă forțele lui Yuma. În schimbul dejucării planurilor lui Yuma, Min îi promite lui Ajay sprijin și resurse la locul de aterizare. După ce ucide locotenenții lui Yuma, reușește să-i taie liniile de alimentare și de comunicații. Odată ajuns pe pistă, el este nevoit să reziste atacurilor lui Yuma până la finalizarea alimentării elicopterului. După securizarea postei și înfrângerea trupelor lui Yuma, Ajay reușește să scape cu elicopterul, fiind lăsat în Kyratul de Sud pentru a se reuni cu Golden Path.

### Valley of the Yetis
Valley of the Yetis este ultimul DLC care adaugă un nou capitol jocului, capitol care are loc după evenimentele din campania principală. Povestea nu este considerată una canon și nici o continuare oficială a poveștii originale.
După sfârșitul domniei lui Pagan Min, Ajay colaborează cu Golden Path pentru a înlătura și ultimele forțe ale lui Min. În timp ce patrula un capăt izolat al Kyratului, elicopterul său este doborât de un atacator necunoscut. Ajay supraviețuiește prăbușirii și descoperă că valea este ocupată de o armată agresivă. Încearcă să ia legătura prin intermediul unei stații de releu pentru a restabili contactul cu Golden Path, dar este obligat să reziste valurilor de atacatori care au fost atrași de vocea de la radio. Ajay descoperă că armata se numește Discipolii lui Yalung, fiind un cult care se închina unui demon din mitologia kyratiană. Discipolii au reușit să elibereze răul care a infestat valea și care i-a transformat pe ocupanți în „Awakened” sau yeti, care își unesc forțele pentru a ataca Kyratul. Dându-și seama că nu se poate întoarce în Kyrat fără a se lupta cu acest cult, Ajay reușește să-i distrugă pas cu pas, găsind și distrugând în cele din urmă și copacul care le furniza discipolilor puterea necesară. Acesta îi dă halucinații lui Ajay, care crede că a fost transformat într-un „Awakened”, dar se trezește în afara văii.

## Dezvoltare
Dezvoltarea jocului a fost condusă de Ubisoft Montreal, care a preluat această funcție după lansarea lui Far Cry: Instincts (2005). Acest studio a colaborat cu alte patru studiouri Ubisoft: Ubisoft Toronto, Red Storm Entertainment, Ubisoft Shanghai și Ubisoft Kiev. Studioul din Montreal a lucrat la campania jocului, cel din Toronto a lucrat la segmentele Shangri-La ale campaniei, Red Storm a lucrat la modul multiplayer competitiv, cel din Shanghai a lucrat la misiunile ce implică vânatul, iar cel din Kiev a dezvoltat versiunea pentru PC.  Dezvoltarea jocului a început la sfârșitul anului 2012, după lansarea lui Assassin's Creed III. Unul dintre regizorii jocului a fost Alex Hutchinson, care a îndeplinit aceeași funcție și pentru Spore, dar și pentru Assassin's Creed III.
La început, echipa de dezvoltare a plănuit să realizeze o continuare pentru Far Cry 3. Această continuare ar fi avut loc pe aceeași insulă tropicală și ar fi extins povestea protagonistului, apărând, însă, și alte personaje, precum Vaas din Far Cry 3. Cu toate acestea, după patru zile, echipa și-a dat seama că nu o continuare este ceea ce caută ei. Astfel, ei au decis să abandoneze ideea și să realizeze un joc nou, cu un nou cadru și un nou set de personaje. Echipa a abordat ideea de „totul sau nimic” și au experimentat tot felul de idei. Unii membrii au sperat că jocul le va permite jucătorilor să zboare, ceea ce a condus la verticalitatea jocului. Regizorul jocului a sperat și el ca jucătorii să aibă abilitatea de a călări elefanți într-un loc cu „peisaje exotice” și „o cultură unică”. Acest lucru a condus la cadrul muntos și introducerea de elefanți în joc. Dezvoltatorii au dorit ca jucătorii să considere Far Cry 4 o experiență nouă, iar, din această cauză, au evitat să refolosească personajele din Far Cry 3, cu excepția lui Hurk. Decizia de a-l readuce pe Hurk a fost făcută deoarece echipa a considerat că ar trebui să existe referințe la jocurile anterioare ale seriei, toate jocurile petrecându-se în același univers, cu toate că nu sunt în legătură unul cu altul.
Anumite elemente de gameplay au fost luate direct din Far Cry 3. Locațiile exotice, vânatul și libertatea jucătorilor de a completa misiuni prin metode diferite au fost păstrate și pentru Far Cry 4. Echipa a sperat ca, prin extinderea acestor idei și introducerea altor noi, ei ar putea revoluționa seria cu Far Cry 4. În acest fel, dimensiunea avanposturilor din joc a devenit mai mare, iar jucătorii au primit mai multe opțiuni de a-și modifica armele. Echipa a realizat și că jucătorii au petrecut mult timp interacționând cu lumea open world din Far Cry 3 și au decis să depună mai mult efort și resurse în designul lumii, adăugând mai multe misiuni secundare în joc.
Lumea jocului este reprezentată de Kyrat, o țară ficțională din regiunea munților Himalaya. Când au construit Kyrat-ul, dezvoltatorii au combinat elemente din regiuni reale, precum Nepal și Tibet, exagerând pe alocuri. Dimensiunea hărții este similară cu cea din Far Cry 3, conținând însă un mediu mai diversificat și fiind mai densă și mai variată. Dezvoltatorii au sperat ca jucătorii să se simtă ca niște exploratori atunci când traversează prin diferitele regiuni. Echipa a sperat și ca noua locație să fie credibilă, rămânând însă destul de interesantă pentru jucători. Astfel, ei au creat un Kyrat cu o mitologie și o religie ficțională. Lumea jocului a fost proiectată și pentru ca noile funcții, precum mini-elicopterul și lansatorul de frânghie, să se potrivească cu cadrul. Pentru ca lumea să se simtă reală, echipa a îmbunătățit misiunile secundare. Pentru a le conecta cu restul cadrului, ei le-au proiectat într-o strânsă legătură cu povestea jocului. Pentru a crește credibilitatea lumii jocului, studioul a trimis o echipă în Nepal pentru a observa și înregistra cultura locală, și pentru ca aceasta să vină cu noile observații înapoi la studio. Conform dezvoltatorului, călătoria a schimbat designul jocului; dacă la început se punea accent pe războiul civil din joc, inspirat din Războiul civil din Nepal, acum se pune accent pe personajele jocului.
Unul dintre cele mai apreciate personaje ale jocului este Pagan Min, antagonistul principal al jocului. Echipa a sperat ca jucătorii să fie „șocați, uimiți și intrigați” de el la fiecare pas. Min are o relație complexă cu jucătorul-personaj, Ghale, echipa dorind ca jucătorii să ghicească intențiile lui Min și să-i adauge o personalitate misterioasă. Inițial, echipa a dorit să aibă un personaj negativ cu o „mentalitate punk-rock”, dar ideea a fost abandonată, echipa crezând că acest concept nu este original. Costumul roz purtat de Min pe parcursul jocului este inspirat de cel al lui Beat Takeshi, un personaj din filmul Fratele, și Ichi, un personaj din filmul Ichi the Killer. Min a fost proiectat pentru a fi sadic, dar încrezător, iar echipa l-a angajat pe Troy Baker să-i dea voce lui Min, ei crezând că vocea lui Baker este destul de carismatică pentru Min. Conform lui Baker, Ubisoft i-a dat un scenariu pentru audiție, dar el a ales să nu-l urmeze, ci, în schimb, să amenințe un asistent folosind tonul lui Min. Intervievatorul a fost plăcut surprins de interpretarea lui Baker și a decis că el este potrivit pentru acest rol. Pentru personajul Ghale, acesta a fost proiectat pentru a fi „slăbuț”, iar povestea lui pentru a fi dezvăluită pe parcursul jocului. Conform lui Mark Thompson, regizorul narativ al jocului, Ghale învață despre istoria și cultura Kyrat-ului odată cu jucătorul. Dezvoltatorii au sperat și ca Ajay Ghale să fie un personaj accesibil jucătorilor.
„Am decis să ne îndepărtăm puțin de personajul principal și să nu tratăm jucătorul ca fiind singur pe parcursul jocului. Ne-am concentrat pe povestea jucătorului și pe povestea pe care jucătorul dorește să o exploreze.” 
Per total, echipa a considerat povestea din Far Cry 3 „grozavă”, cu toate că ei au crezut că a fost separată de lumea jocului. Pentru a crește dorința jucătorilor de a juca și pentru a face povestea să fie mai conectată cu lumea, echipa a introdus o poveste care le cere jucătorilor să facă anumite alegeri, care vor altera deznodământul jocului. Echipa a sperat ca, prin adăugarea alegerilor, ei ar aduce un plus campaniei jocului. Thompson a adăugat că ei au schimbat povestea din Far Cry 3, făcând străinii personajele negative, în loc de cele pozitive. Echipa a spus că și-a asumat un risc, dar ei au vrut să încerce ceva diferit.

Secțiunea Shangri-La conține o paletă de culori diferită față de cea a Kyrat-ului, fiind formată majoritar din culorile auriu, roșu, portocaliu, alb și albastru.

Pentru misiunile Shangri-La, echipa a dorit să aibă o structură similară cu cea a misiunilor mushroom din 3, un joc într-un joc. Misiunile Shangri-La nu au legătură cu Kyrat-ul, dar joacă un rol important în povestea jocului. Când au creat aceste segmente, echipa a pus accent pe culori. Ei au sperat ca viziunea artistică din Far Cry 4 să nu fie similară cu cea a altor FPS-uri. Inițial, a fost proiectată să fie un open world mai mic, dar, mai târziu, a fost transformată într-o experiență liniară, datorită constrângerilor de timp și diferenței creative semnificante dintre dezvoltatori. Mai târziu, echipa a decis să o simplifice, reimaginând-o într-o „lume naturală și antică”. Este formată din cinci culori diferite, culoarea principală fiind auriul; dezvoltatorii s-au gândit că, prin folosirea auriului ca fundație, ținutul va fi mai „primitor”. Cu toate acestea, roșul a fost folosit semnificativ pentru a părea ciudat, precum și pentru a fi într-o legătură cu povestea jocului. Portocaliul a fost folosit ca și culoare de interacțiune, iar albul pentru a se face referire la puritatea lumi. Albastrul este ultima culoare principală din Shangri-La, acesta reprezentând pericolul și onoarea.
Ubisoft a promis că Far Cry 4 va conține mai multe elemente de multiplayer decât Far Cry 3. Unele elemente din Far Cry 3, care au fost abandonate din cauza constrângerilor de timp, au apărut în Far Cry 4, precum modul multiplayer co-operative „Guns for Hire”. Construirea unei experiențe co-operative a fost scopul echipei încă de la începutul dezvoltării jocului. Inițial, a fost intenționat a fi un mod separat, dar a fost integrată, mai târziu, în campania principală. Modul multiplayer competitiv al jocului a fost proiectat pentru a le oferi libertate jucătorilor, permițându-le să progreseze și să înfrângă inamici folosind diferite metode. Red Storm Entertainment a luat în considerare și feedback-ul primit la Far Cry 3 și a decis să introducă și vehicule. Compania a ales o structură asimetrică pentru meciuri pentru ca jucătorii să aibă diferite experiențe, precum și pentru a aduce un plus de haos. Inițial, dezvoltatorii au plănuit să includă și un jucător-personaj feminin, dar această idee a fost abandonată datorită problemelor de animație. Ubisoft a lansat campania Keys to Kryat dedicată jucătorilor care dețin un exemplar al jocului pentru PS 3 și PS 4, care le permite să trimită coduri pentru maximum zece alte persoane care nu dețin jocul. Timp de două ore, cei care primesc codurile pot juca în modul cooperativ cu cel de la care l-au primit.
Cliff Martinez a fost angajat să compună coloana sonoră a jocului. O ediție care conținea 30 de melodii din joc a fost lansată chiar înainte de lansarea jocului, precum și una Deluxe, care conținea 15 melodii noi. Albumul a primit recenzii pozitive. A fost apreciată folosirea instrumentelor tradiționale nepaleze, care, în combinație cu ritmuri electronice, au adăugat un plus de mister jocului.

### Lansare
Deoarece Far Cry 3 a fost un succes comercial, Ubisoft a considerat seria Far Cry unul dintre cele mai importante branduri ale sale și a lăsat să se înțeleagă, în iunie 2013, că o continuare se află în stadiul de dezvoltare. Pe 3 octombrie 2013, Martinez a menționat că el lucrează la coloana sonoră a jocului. În martie 2014 au fost dezvăluite locația și caracteristicile jocului. Jocul a fost anunțat oficial pe 15 mai 2014, iar primul video de gameplay a fost dezvăluit la E3 2014. Coperta jocului, care îl arată pe albul Pagan Min cu mâna pe capul unei persoane de culoare, a cauzat controversă și acuzații de rasism. Mai târziu, Hutchinson a răspuns și a clarificat că Pagan Min nu este un alb și că cealaltă persoană nu este protagonistul jocului. Hutchinson a adăugat și că reacția comunității în legătură cu coperta jocului a fost „incomodă”.
Pe lângă varianta standard, Ubisoft a lansat și o variantă intitulată Limited Edition. Aceasta cuprinde mai multe misiuni față de varianta standard și arma „Impaler Harpoon”. Cei care au precomandat jocul au primit această variantă sub forma unei actualizări gratuite. A mai fost lansată și varianta Kyrat Edition, care cuprinde o cutie pentru colecționari, un poster, un jurnal, harta Kyratului, o figurină Pagan Min și misiunile din ediția limitată. Jucătorii pot achiziționa și un „season pass”, care le permite să acceseze conținut adițional, printre care un nou mod de multiplayer, misiunea „the Syringe”, misiunile din ediția limitată, și alte două DLC-uri.
Far Cry 4 a fost lansat pe 18 noiembrie 2014 în America de Nord, pe 20 noiembrie 2014 în Europa și pe 21 noiembrie 2014 în Regatul Unit, pentru platformele Microsoft Windows, PlayStation 3, PlayStation 4, Xbox 360 și Xbox One. Versiunile pentru PlayStation 4, Xbox One și PC conțin o grafică mai bună, având o rezoluție mai mare și mai multă blană de animal. Jocul a avut DLC-uri încă de la lansare, fiind urmat și de altele. Primul DLC, Escape From Durgesh Prison, care adaugă o misiune campaniei jocului, a fost lansat la 13 ianuarie 2015. Poate fi jucat și în modul cooperativ. DLC-ul Overrun cuprinde hărți, un vehicul și un nou mod multiplayer. Acesta a fost lansat pe 10 feburarie 2015 pe console și 12 februarie 2015 pe PC. Hurk Deluxe Pack a fost lansat pe 28 ianuarie 2015, adăugând mai multe misiuni și arme. Ultimul DLC, Valley of the Yetis, adaugă o nouă regiune și misiuni care pot fi jucate de unul sau mai mulți jucători în modul cooperativ. Valley of the Yetis a fost lansat pe 10 martie 2015 în Statele Unite și la 11 matie 2015 în Europa.

## Recepție
Far Cry 4 a fost primit cu reacții pozitive după lansare. Site-urile web GameRankings și Metacritic i-au acordat versiunii pentru Xbox One un rating de 85.92% și, respectiv, 82/100, versiunii pentru PlayStation 4 un rating de 83.76% și, respectiv, 85/100, iar versiunii pentru Microsoft Windows un rating de 81.00% și, respectiv, 80/100.
Povestea jocului a primit reacții mixte. Chris Carter de la Destructoid a lăudat personalitatea lui Ajay Ghale, care este „mai normală” de cea a lui Jason Brody din Far Cry 3. El l-a lăudat și pe antagonist, Pagan Min, el crezând că acesta era mereu în centrul atenției de câte ori apărea în joc. Josh Harmon de la Electronic Gaming Monthly a crezut că personajele din acest joc au fost mai complexe, iar alegerile făcute de jucători erau importante. Aoife Wilson de la Eurogamer a crezut că personajele jocului au fost memorabile, dar a fost dezamăgit de poveste. Nick Tan de la Game Revolution a lăudat și el personalitatea lui Min, dar el s-a plâns de faptul că personajele apar prea rar în joc. Edwin Evans-Thirlwell de la GamesRadar a crezut că povestea a devenit plictisitoare pe parcursul jocului, cu toate că unele dintre personaje au fost interesante. El a criticat și compoziția jocului, el crezând că a fost fără substanță. Mike Splechta de la GameZone a lăudat vocile și personajele, numindu-le satisfăcătoare.
Cadrul jocului a fost primit pozitiv. Carter a crezut că natura verticalizată a harții jocului a creat obstacole atunci când jucătorii traversau între diferite locuri. Cu toate acestea, el a lăudat viața sălbatică a lumii, precum și câmpul vizual al jocului. Harmon a avut comentarii asemănătoare, lăudând grafica jocului și cultura Kyrat-ului. Harmon a crezut că peisajul deluros al lumii jocului este bun de explorat și, deci, traversarea va fi mai plăcută. Cu toate acestea, Wilson a crezut că lumea jocului nu a fost la fel de bună ca și cadrul tropical din Far Cry 3. Cu toate acestea, ea a lăudat secțiunea Shangri-la, ea crezând că a schimbat drastic peisajul jocului. Matt Bertz de la Game Informer a lăudat cadrul jocului, pe care l-a considerat emoționant, variat și bogat. Ludwig Kietzmann de la Joystiq a lăudat conținutul găsit în lume și a crezut că lumea însăși a fost captivantă și interesantă.
Designul jocului a fost lăudat și el. Carter de la Destructoid a crezut că sistemul cu fortărețe și avanposturi le-a dat jucătorilor un simț de împlinire și succes, și că libertatea de a folosi diferite căi pentru a completa misiunile este una dintre cele mai bune părți ale jocului. În plus, Carter a lăudat mecanicile de condus ale jocului, precum și abilitatea de pilot automat, pe care a considerat-o o îmbunătățire importantă pentru serie. Cu toate acestea, el a criticat sistemul de îmbunătățire, pe care l-a considerat neinspirat și la fel ca cel din Far Cry 3. Harmon de la Electronic Gaming Monthly a crezut că introducerea mini-elicopterului a fost o alegere prostească. Mitch Dyer de la IGN a lăudat sistemul de economie al jocului, pe care l-a considerat satisfăcător. El a adăugat și că le dă jucătorilor motivație să completeze misiunile secundare. Justin McElroy de la Polygon a lăudat introducerea lansatorului de frânghie și a designului verticalizat al hărții, pe care el l-a considerat că le permite jucătorilor să-și dezvolte strategia înainte de a se arunca în acțiune. El a lăudat jocul și pentru faptul că le permite jucătorilor să folosească diferite căi pentru a îndeplini un obiectiv.
Modul multiplayer al jocului a primit comentarii mixte. Carter a comparat modul multiplayer competitiv cu cel al lui Tomb Raider, numindu-l demn „de sărit”. El a considerat modul multiplayer co-operative o adăugare distractivă pentru joc, dar a fost dezamăgit de limitele acestuia. El a adăugat și că jocul ar fi un titlu bun chiar și fără elementele de multiplayer. Bertz de la Game Informer a găsit modul multiplayer slab și prost făcut. El a criticat și lipsa unor servere dedicate. Evans-Thirlwell de la GamesRadar a crezut că modul multiplayer co-operative al jocului a fost distractiv, dar modul multiplayer asimetric a fost slab În schimb, Splechta de la GameZone a crezut că modul multiplayer competitiv a fost  „o surpriză” pentru el. Dyer a avut comentarii similare, crezând că atât modul multiplayer, cât și campania, au oferit destul de multă libertate.
Harmon a crezut că Far Cry 4 a fost o îmbunătățire față de Far Cry 3, dar, chiar și așa, a fost destul de similar cu acesta, adăugând că jocul a fost fără ambiție. Bertz a crezut că viziunea celor de la Ubisoft Montreal pentru Far Cry 4 nu a fost la fel de bună ca și cea a predecesorilor săi, dar și că experiența din Far Cry 4 nu este foartă diferită față de cea din Far Cry 3. Tan a notat și că designul open world al jocului s-a simțit similar nu doar cu cel al lui Far Cry 3, dar și cu alte serii Ubisoft, precum Assassin's Creed și Watch Dogs. Evans-Thirlwell a crezut că experiența oferită de Far Cry 4 a fost simplă, nereușind să fie inovativă sau înnoită. Dyer a crezut că jocul a fost fără ambiție, dar experiența oferită a fost, chiar și așa, plăcută și reușită.

### Vânzări
Ubisoft s-a așteptat ca jocul să vândă peste 6 milioane de copii în primul an de lansare. Far Cry 4 a devenit cel mai bine vândut joc și cea mai de succes lansare a seriei după prima săptămână de la lansare. Far Cry 4 a fost al doilea cel mai bine vândut joc din Regatul Unit pentru toate platformele după prima săptămână de la lansare, fiind doar în spatele lui Grand Theft Auto V. Conform The NPD Group, a fost al șaselea cel mai bine vândut joc din Statele Unite. La 31 decembrie 2014, jocul a fost vândut în peste 7 milioane de copii.

### Premii
Jocul a primit premiul de cel mai bun FPS din partea IGN. La cea de-a 11 ediție a Premiilor Britanice de Jocuri, titlul a fost nominalizat la categoriile Cea Mai Bună Realizare Artistică, Cel Mai Bun Design de Joc, Cea Mai Bună Muzică, Cel Mai Bun Actor (Troy Baker), și Cea Mai Bună Poveste. La Premiile DICE, a fost nominalizat pentru titlul de Jocul Anului, Cel Mai Bun Joc de Acțiune al Anului, Cel Mai Bun Sunet, Cea Mai Bună Realizare Tehnică și Cel Mai Bun Design, câștigând premiul de Cea Mai Originală Muzică. La Premiile BAFTA pentru jocuri, Far Cry 4 a fost nominalizat la cinci categorii, inclusiv cel mai bun design și cea mai bună poveste, câștigând, însă, premiul pentru cea mai bună muzică. Jocul a câștigat premiul de Jocul Anului și Cea mai bună regie artistică, Contemporan (Jean-Alexis Doyon) în 2014 la National Academy of Video Game Trade Reviewers (NAVGTR) și a primit nominalizări la șase categorii: Folosirea sunetului, Franciză (Yassine Abouelfalah), Cel mai bun montaj sonor într-un joc (Ding Jun Mei), Cea mai bună grafică, Tehnic (Danny Deslongchamps), Cel mai bun joc de acțiune (Cedric Decelle), Cel mai bun design de joc (Gauthier Malou) și Cea mai bună regie a filmulețelor din joc (Sébastien Bergeron).